# Зарудчівська сільська рада
Зарудчівська сільська рада — колишня адміністративно-територіальна одиниця та орган місцевого самоврядування в Любешівському районі Волинської області з адміністративним центром у селі Зарудчі.
Припинила існування 30 листопада 2017 року через об'єднання до складу Любешівської селищної територіальної громади Волинської області. Натомість утворено Зарудчівський старостинський округ при Любешівській селищній громаді.

## Загальні відомості
Водоймища на території, підпорядкованій раді: річки Стохід, Прип'ять, озеро Люб'язьке Мале.

## Населені пункти
Сільській раді підпорядковувались населені пункти:
- с. Зарудчі
- с. Бучин
- с. Підкормілля
- с. Пожог
- с. Селісок

## Склад ради
Рада складалась з 16 депутатів та голови.

### Керівний склад ради
| ПІБ                        | Основні відомості                                                 | Дата обрання | Дата звільнення |
| -------------------------- | ----------------------------------------------------------------- | ------------ | --------------- |
| Колесник Надія Захарівна   | Сільський голова, 1955 року народження, освіта, позапартійна      | 26.03.2006   | 31.10.2010      |
| Колесник Надія Захарівна   | Сільський голова, 1955 року народження, освіта вища, позапартійна | 31.10.2010   | 22.01.2012      |
| Зімич Анатолій Миколайович | Сільський голова, 1962 року народження, освіта вища, безпартійний | 22.01.2012   |                 |

Примітка: таблиця складена за даними джерела

## Населення
Згідно з переписом УРСР 1989 року чисельність наявного населення сільської ради становила 2583 особи, з яких 1259 чоловіків та 1324 жінки.
За переписом населення України 2001 року в сільській раді мешкали 2632 особи.

### Мова
Розподіл населення за рідною мовою за даними перепису 2001 року:
| Мова       | Відсоток |
| ---------- | -------- |
| українська | 99,77 %  |
| російська  | 0,19 %   |
| білоруська | 0,04 %   |